# Atarazanas Reales de Barcelona
Las Atarazanas Reales de Barcelona (en catalán Drassanes Reials de Barcelona) son un conjunto arquitectónico civil gótico situado en la fachada marítima de la ciudad y que se comenzó a construir a finales del siglo XIII, durante el reinado de Pedro III de Aragón.

## Historia
Estas atarazanas no fueron las primeras que dispuso la ciudad. Se tienen noticias de que ya se había construido otra al lado de la puerta Regomir tocando la muralla. Durante la conquista de Mallorca y de Valencia por Jaime I, en el año 1243, ya figura documentada una segunda atarazana situada "hacia poniente". A partir de la construcción de las nuevas murallas en el siglo XIV, las atarazanas situadas al pie de la montaña de Montjuïc pasan a ser las únicas de las que dispone la ciudad.
Desde su origen, se destinaron a la construcción de las galeras de la flota de la Corona de Aragón. El reinado de Alfonso el Magnánimo fue la época de mayor actividad; en el año 1423 se construyeron doce galeras a la vez. En estas atarazanas se construyó, en el año 1571, la Galera Real de Juan de Austria, barco insignia en la batalla de Lepanto. En el siglo XVIII se trasladó esta actividad al Arsenal de Cartagena, y a consecuencia de la derrota contra los borbónicos en la guerra de Sucesión en 1714, se instaló en el edificio de Barcelona un cuartel de artillería del ejército español, hasta el año 1935, año en que se cedió al Ayuntamiento, que lo destinó a Museo Marítimo, inaugurándose el 18 de enero de 1941.
Declarado Monumento Histórico Artístico por decreto del Consejo de Ministros del 5 de marzo de 1976.
Galera Real (1568)

## Construcción

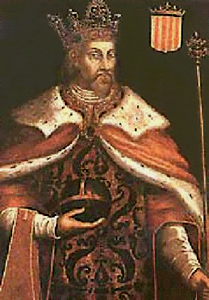
Pedro el Grande, promotor de la construcción de las Atarazanas Reales de Barcelona.

Durante el reinado de Pedro III de Aragón entre los años 1280/1300, se inició la construcción de las atarazanas, que constaban de un amplio edificio amurallado de planta rectangular con cuatro torres en su ángulos, de las cuales dos aún existen.
Alfonso el Benigno, en el año 1328, consignó la necesidad de cubrirlas, pero por problemas con la hacienda real y por calamidades naturales, como grandes tempestades, las obras progresaban muy lentamente, y así continuaron con la llegada del nuevo rey Pedro el Ceremonioso, que al ver que los barcos se estropeaban, intentó trasladar las atarazanas al antiguo sector de la Ribera. La propuesta que hizo el Consejo de Ciento de la ciudad con fecha 9 de junio de 1378, después de deplorar: 

... no sia coberta e per aço les galees estiguin dins d'aqquella a sol e vent e pluja, perquè són dins breu temps consumides e destruïdes...

 impidió este traslado y cooperó con la financiación del proyecto de la construcción, ofreciendo a Pedro el Ceremonioso la aportación de 10 000 florines en siete años y pidiendo al monarca una contribución real de 7 000 florines, además del permiso para tener a cubierto las galeras pertenecientes a la ciudad.
Según consta en el único libro de obra que se ha conservado de la construcción de las atarazanas del tiempo comprendido entre el 11 de abril de 1383 y el 15 de agosto de 1384, se sabe que se construyeron cuatro almacenes y los trabajos de la techumbre de la mitad septentrional. Los materiales empleados eran sillares de piedra de Montjuïc, la arena de la misma playa cercana a la obra, la madera del Bajo Ebro y de la comarca de las Gavarres y la cordelería y el ladrillar de Valencia.

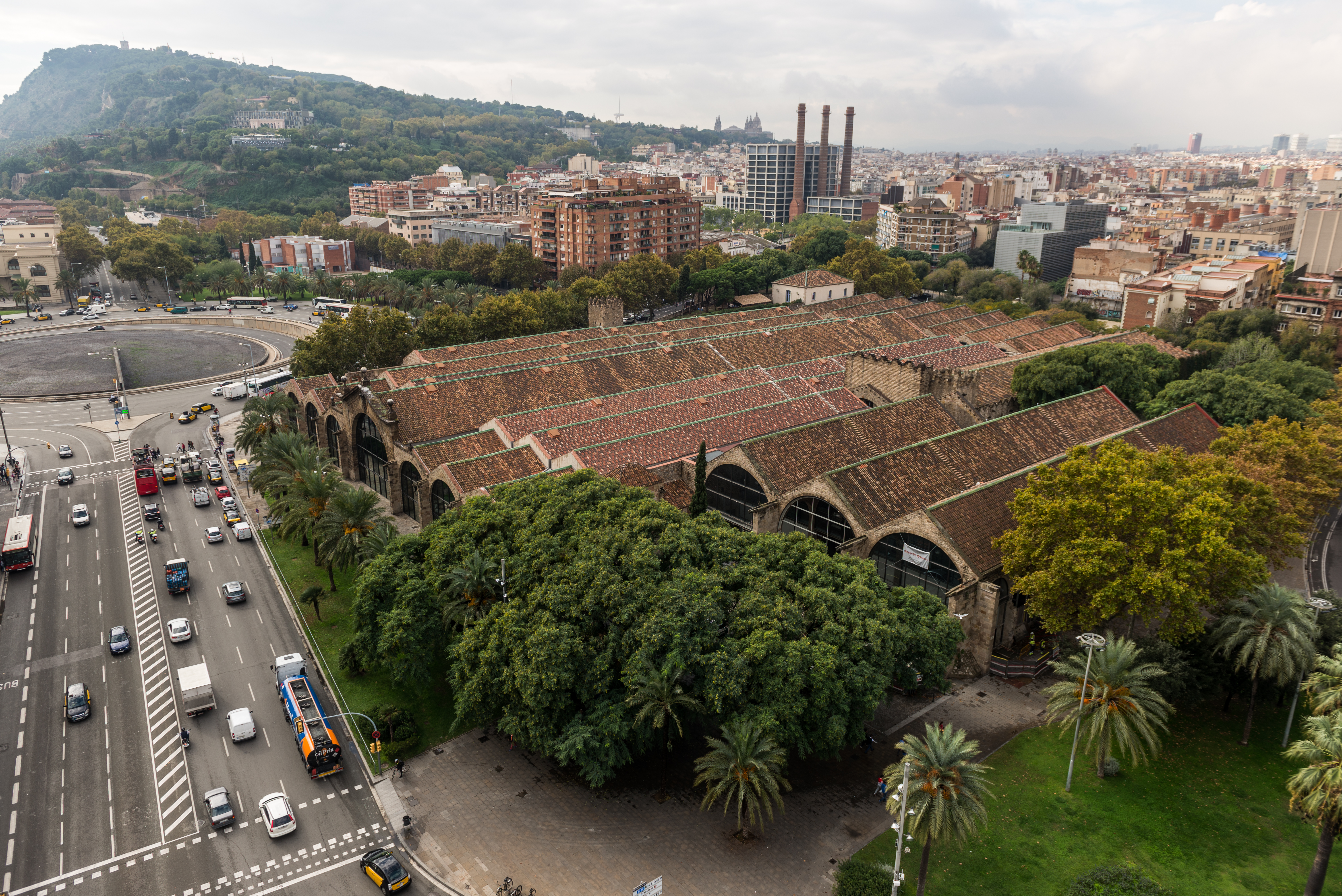
Vista desde el Monumento a Colón

Bajo el reinado de Juan I de Aragón se realizó una gran ampliación, debido a las crecientes necesidades de navíos de los comerciantes catalanes y de la Corona de Aragón; se firmó un acuerdo entre el rey y la ciudad de Barcelona en 1390 para la 
ampliación de las atarazanas y la creación de un palacio real adosado, con una plaza abierta al mar siguiendo como modelo el Palazzo Ducale y la Piazzetta di San Marco de Venecia (entonces también en construcción). La realización del palacio no tuvo lugar; por excavaciones efectuadas modernamente, solamente se han hallado los cimientos.
Fueron las reformas más importantes la cobertura del patio central, la construcción del Porxo Nou (Porche Nuevo) que constaba de dos plantas con portal y patio con merlones escalonados en la parte exterior al mar.
El conjunto gótico, del año 1381, consta de ocho naves de dieciocho tramos separados por pilares de planta cuadrada de 77 cm de lado por 6 m de altura; de cada pilar arrancan dos arcos torales y dos arcos formeros de medio punto que sostienen las vigas del techo con cubierta a dos aguas. A finales del siglo XV ya eran dieciséis las naves construidas.
La Generalidad de Cataluña se hizo cargo de su administración a partir del año 1578, construyendo en 1618 tres naves nuevas con el diseño y materiales idénticos a las de la época medieval, aunque de dimensiones diferentes y situadas transversalmente a las otras. Entre los años 1641/1644 se fortificó el recinto con motivo de la guerra dels segadors.
En el siglo XVIII se amplió la nave central, suprimiendo una hilera de pilares para ganar espacio para las dimensiones de los nuevos modelos de barcos que se construían entonces.

## Metro
La estación de Drassanes, correspondiente a la línea 3 del Metro de Barcelona es la más próxima a este lugar, y recibe el nombre de este edificio (Drassanes es la denominación catalana para Atarazanas).